# Świadkowie Jehowy na Fidżi

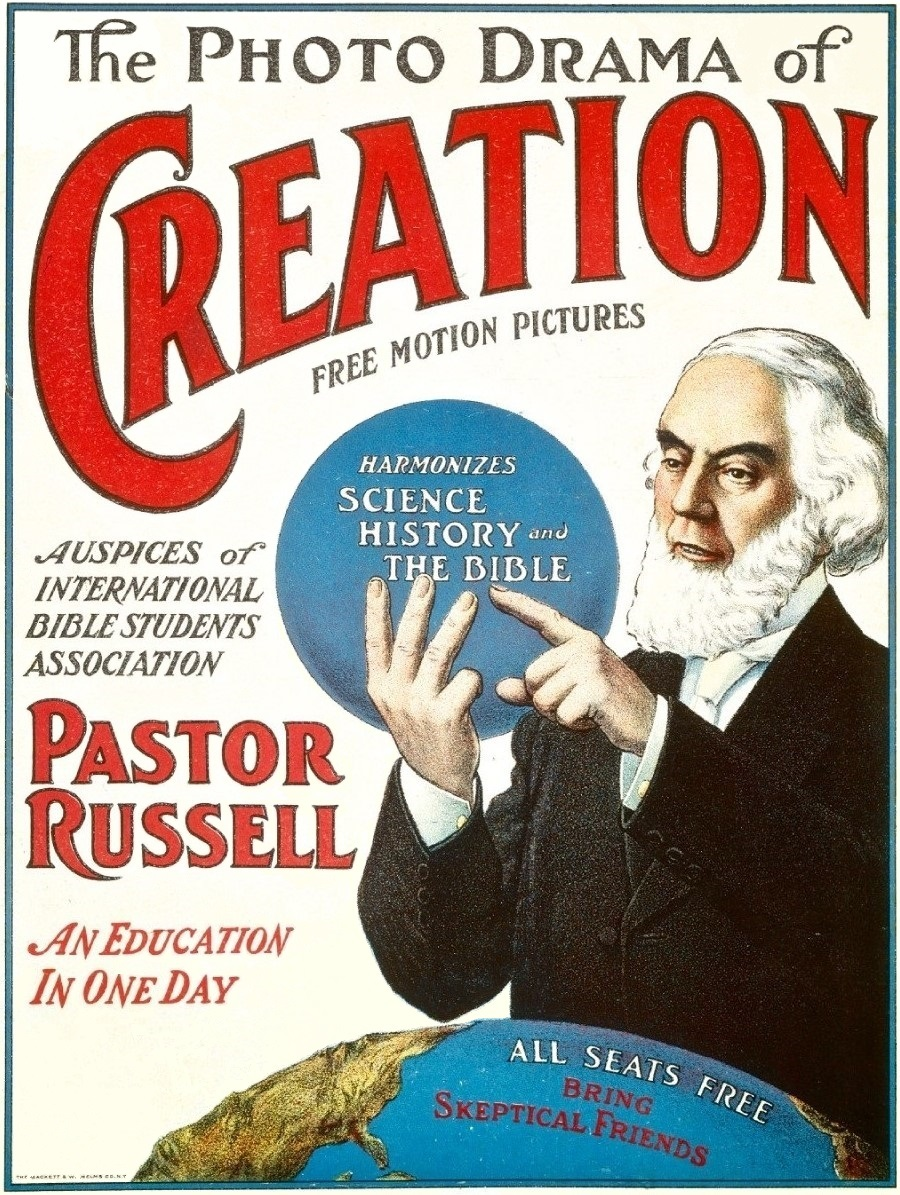
W roku 1915 rozpoczęto na Fidżi wyświetlanie Fotodramy stworzenia

Świadkowie Jehowy na Fidżi – społeczność wyznaniowa  na Fidżi, należąca do ogólnoświatowej wspólnoty Świadków Jehowy, licząca w 2023 roku 3005 głosicieli, należących do 60 zborów W 2023 roku na dorocznej uroczystości Wieczerzy Pańskiej zgromadziło się 12 901 osób. Działalność wyznawców z Fidżi, Kiribati, Nauru, Tuvalu i Vanuatu koordynuje Biuro Oddziału w Suva.

## Historia

### Początki
W roku 1904 pierwsze publikacje Towarzystwa Strażnica dotarły z Australii. W roku 1913 na Fidżi przybyli pierwsi głosiciele ze Stanów Zjednoczonych. Dwa lata później rozpoczęto wyświetlanie Fotodramy stworzenia.
W latach 20. XX wieku kilku Świadków Jehowy z Australii rozpoczęło działalność kaznodziejską i wkrótce założono pierwszy zbór.
W roku 1930 w Suva rozpoczęto tłumaczenie publikacji religijnych na miejscowy język. W trzy lata później (1933) na Fidżi przybyła grupa australijskich współwyznawców. W maju 1938 roku na wyspie przebywał Joseph F. Rutherford, który przemawiał w stolicy.
W roku 1932 gubernator wysp kazał uwięzić jednego Świadka Jehowy za to, że był chrześcijaninem. Wkrótce potem wydano ustawę zabraniającą przywozu literatury biblijnej Towarzystwa Strażnica. Nawet pozbierano i spalono książki już wyładowane ze statku. W styczniu 1941 jeszcze bardziej zaostrzono zakaz przywozu literatury Towarzystwa i surowo karano tych, u których znaleziono takie publikacje. 

#### Rozwój działalności
W roku 1945 wydano znowu zezwolenie na sprowadzenie pism, co do których władze nie mają zastrzeżeń. Odtąd Świadkowie Jehowy na Fidżi mogą się swobodnie zgromadzać.
W 1946 roku przybyli z wizytą Nathan H. Knorr i Milton G. Henschel, a 5 kwietnia 1947 roku misjonarze Szkoły Gilead i utworzono wówczas pierwszy zbór w Suva, składający się z 12 głosicieli.
W 1951 roku po raz drugi odwiedzili wyspę Nathan Knorr i Milton Henschel, a rok później, w 1952 roku zanotowano 37 głosicieli – przybyło też kolejnych 16 misjonarzy. W 1956 roku utworzono drugi zbór i zorganizowano pierwszy kongres na wyspie. W 1958 roku otwarto Biuro Oddziału.
W 1963 roku zorganizowano kongres międzynarodowy pod hasłem „Wiecznotrwała dobra nowina” dla wyznawców z wysp południowego Pacyfiku, w którym brało udział ponad 1080 osób z 24 krajów, a przemówienia wygłosili m.in. Frederick W. Franz i Grant Suiter z Ciała Kierowniczego. W 1965 roku po raz kolejny na kongresie na Fidżi przemawiał Nathan Knorr, otwarto również nowe Biuro Oddziału i Salę Królestwa. W dniach od 9 do 12 listopada 1969 na kongres międzynarodowy pod hasłem „Pokój na ziemi” w Suva przybyło 1621 osób, 77 ochrzczono.
W roku 1970 władze uchyliły wszystkie restrykcje, dotyczące rozpowszechniania publikacji Świadków Jehowy, obowiązujące od ponad 30 lat. W dniach od 5 do 9 grudnia 1973 roku w Nandi odbył się kongres pod hasłem „Boskie zwycięstwo”. W roku 1978 w Ba odbył się kongres pod hasłem „Zwycięska wiara”.
W 1983 roku zanotowano liczbę 819 głosicieli w 11 zborach, a w 1985 roku liczba głosicieli przekroczyła 1000 osób w 24 zborach. W roku 1989 liczba zborów wzrosła do 41, a liczba głosicieli do 1500. W roku 1998 liczba głosicieli przekroczyła 2000.
25 grudnia 1990 roku otwarto nowe Biuro Oddziału.
11 listopada 2006 roku otwarto nowe Biuro Oddziału. W 2009 roku powstało 9 kolejnych nowych zborów, a liczba głosicieli przekroczyła 2430 osób. W 2009 roku wydano Chrześcijańskie Pisma Greckie w Przekładzie Nowego Świata (Nowy Testament) w języku fidżyjskim. W 2010 roku liczba zborów wzrosła do 45, a liczba głosicieli do 2709 osób.
W roku 2011 liczba głosicieli wyniosła 2877, należących do 69 zborów. Na przełomie 2012 i 2013 roku zorganizowano pomoc humanitarną dla poszkodowanych przez cyklon tropikalny Evan. W roku 2013 osiągnięto liczbę 3222 głosicieli w 72 zborach. Na kongresie regionalnym pod hasłem „Szukajmy najpierw Królestwa Bożego!”, który odbył się w dniach od 18 do 20 grudnia 2014 roku ogłoszono wydanie „Pisma Świętego w Przekładzie Nowego Świata” w języku fidżyjskim. W kwietniu 2020 roku przeprowadzono akcję pomocy dla poszkodowanych przez cyklon tropikalny Harold, a w grudniu 2020 roku przez cyklon Yasa. W 2019 roku głosiciele prowadzili około 4700 bezpłatnych kursów biblijnych. W 2021 roku osiągnięto liczbę 3426 głosicieli, a na uroczystości Wieczerzy Pańskiej zebrało się 12 411 osób. W sierpniu 2024 roku w Suva zorganizowano kongres specjalny pod hasłem „Głośmy dobrą nowinę!”. W tym samym roku delegacja z Fidżi wzięła udział w kongresie specjalnym w Filadelfii w Stanach Zjednoczonych.
Zebrania zborowe i kongresy odbywają się w języku fidżyjskim, fidżyjskim migowym, angielskim, chińskim, hindi i rotumańskim.
W fidżyjskim Biurze Oddziału literatura biblijna jest tłumaczona na język bislama, fidżyjski, kiribati, tuvalu, rotumański i nauru.